# Minnesota Zoo
Minnesota Zoo is de officiële dierentuin van de staat Minnesota. Deze dierentuin is een van de twee staatsdierentuinen in de Verenigde Staten; de andere is de North Carolina Zoological Park.
De dierentuin werd geopend op 22 mei 1978. De oppervlakte van de dierentuin bedraagt 196 hectare. Het is geaccrediteerd bij de Association of Zoos and Aquariums en bij de World Association of Zoos and Aquariums. Anno 2023 telt het bijna 4.509 dieren, die 505 soorten uit de hele wereld vertegenwoordigen. Deze dieren leven allemaal in habitats die zijn ontworpen om hun natuurlijke habitat na te bootsen. Het verwelkomt ongeveer 1,3 miljoen bezoekers per jaar.